# Santiago Zacatepec
Santiago Zacatepec är en kommun i Mexiko.   Den ligger i delstaten Oaxaca, i den sydöstra delen av landet, 400 km sydost om huvudstaden Mexico City.
Följande samhällen finns i Santiago Zacatepec:
- La Candelaria
- Barrio María Auxiliadora